# Sam Puckett (iCarly)
Samantha "Sam" Fernandine Puckett  es un personaje ficticio aparecido en las series iCarly y Sam & Cat creada por Dan Schneider e introducida en el episodio piloto de ICarly. Sam en la serie es la mejor amiga de la protagonista Carly Shay así como la coanfitriona del popular webshow ficticio "ICarly", aunque Sam estuvo presente en la concepción del programa ella no aceptó la responsabilidades que implicaban al mismo conformándose con ser la simple asistente de su amiga, aunque conforme el show se va haciendo popular Sam muestra su valor como una de las portadoras del humor del programa. 
Es una chica de personalidad agresiva, extraña, irresponsable, pero a pesar de eso es buena y amable. Inicialmente lleva una relación antagónica con Freddie Benson hasta que ambos se vuelven amigos e incluso una pareja temporal. 
Para el momento del reinicio de 2021, se menciona que Sam Puckett viajaba con una pandilla de motociclistas conocida como "los destructores" 
El personaje es interpretado por Jennette McCurdy, mientras que en las versiones dobladas es interpretada por las actrices de voz Alondra Hidalgo y Catherina Martínez en Latinoamérica y España respectivamente.

## Apariciones

### iCarly
Sam debuta en las serie a partir del episodio piloto como la irresponsable, rebelde pero leal mejor amiga de la protagonista Carly Shay. Según lo explicado por ambas, se conocieron cuando eran niñas después de que Sam quisiera comerse almuerzo de Carly y, después de que esta se negara, Sam admitiría que le agrada y desde entonces las dos están muy unidas. Pese a que su personalidad a menudo contrasta con la de Carly, ambas siempre están de acuerdo y rara vez discuten por lo que su amistad les ayuda a definir el humor empleado en los sketches de iCarly. En algunas ocasiones Carly se ve forzada a actuar como la voz de la razón en el grupo y como mediadora entre Sam y algún enemigo del programa o de ella, siendo de las pocas personas que Sam respeta y escucha.
Un gag recurrente en la serie es su tendencia a meterse en problemas, ya sea en contra de figuras de autoridad como sus maestros, otros adultos como la Sra. Benson o el portero Lewbert y principalmente la policía, con quienes tiene una eterna rivalidad y que la ha llevado a ser arrestada en más de una ocasión. Su familia al igual que ella está conformada por ex convictos y criminales de los que se siente orgullosa y considera el arresto como un vínculo de su familia. Tiene una hermana gemela llamada Melanie que a diferencia de ella es una adolescente ejemplar, educada y amigable, de la que no le gusta hablar debido a que su madre tiende a compararlas. 
Tiene una amistad antagónica con Freddie Benson, el vecino de Carly y también el productor técnico del programa a quien constantemente humilla, denigra y hasta golpea para su propio deleite. Si bien en un inicio ambos se mantienen así a lo largo de la serie, conforme transcurre el tiempo Sam desarrolla una atracción hacia Freddie e incluso lo besa, razón que la llevaría a internarse voluntariamente en un hospital psiquiátrico en un intento de evitar ser rechazada por este. Cuando Freddie le corresponde de igual manera, ambos inician un noviazgo temporal. Relación que deciden terminar cuando se dan cuenta de que sus personalidades son muy distintas y de que estos afectan indirectamente la calidad de iCarly así como a Gibby y Carly.

### Sam & Cat
Poco después de la finalización de iCarly, McCurdy cerró un contrato con Schneider y Nickelodeon para estelarizar una serie spin off tanto de iCarly como Victorious, coprotagonizada junto Ariana Grande.
La serie toma lugar algún tiempo después del final de iCarly y Victorious donde se revela que Sam se muda a Los Ángeles tras quedarse sin gasolina en su viaje, y aunque en un inicio ella no le agrada la idea de cuidar niños junto a Cat Valentine. Al ver que puede juntar grandes cantidades de dinero y al no tener a donde ir, opta por mudarse a casa de Cat y fundar su propia organización de cuidado de niños, encargandose de imponer orden y disciplina en los niños revoltosos y problemáticos.

## Recepción
Además de ser uno de los personajes con mejor recepción entre los fanáticos y las críticas, la interpretación de McCurdy como Sam la han hecho acreedora de varias nominaciones para algunos premios de diferentes categorías como actriz favorita en televisión mejor compañera de televisión y estrella favorita de Nickelodeon.
En marzo del 2021 se reportó que McCurdy a diferencia de sus coprotagonistas Consgrove, Kress y Trainor no regresaría para la secuela de la serie debido a su retiro por completo de la actuación en 2014.